# 2002年温布尔登网球锦标赛
2002年温布尔登网球锦标赛。

## 冠军
单打列出冠亚军以及决赛比分，双打列出冠军组合。

### 男子单打
主条目：2002年溫布頓網球錦標賽男子單打比賽
萊頓·休伊特（澳大利亚）6-1 6-3 6-2 大衛·纳尔班迪安（阿根廷）

### 女子单打
主条目：2002年溫布頓網球錦標賽女子單打比賽
小威廉姆斯（美国）7-6(4) 6-3 大威廉姆斯（美国）

### 男子双打
主条目：2002年溫布頓網球錦標賽男子雙打比賽
約納斯·比約克曼（瑞典）/托德·伍德布里奇（澳大利亚）

### 女子双打
主条目：2002年溫布頓網球錦標賽女子雙打比賽
小威廉姆斯（美国）/大威廉姆斯（美国）

### 混合双打
主条目：2002年溫布頓網球錦標賽混合雙打比賽
葉連娜·利霍夫采娃（俄罗斯）/马赫什·布帕蒂（印度）
| 前任： 2001年温布尔登网球锦标赛 | 温布尔登网球锦标赛 2003年 | 繼任： 2003年温布尔登网球锦标赛 |
| 前任： 2002年法国网球公开赛     | 网球大满贯 2002年         | 繼任： 2002年美国网球公开赛     |